# Papírek

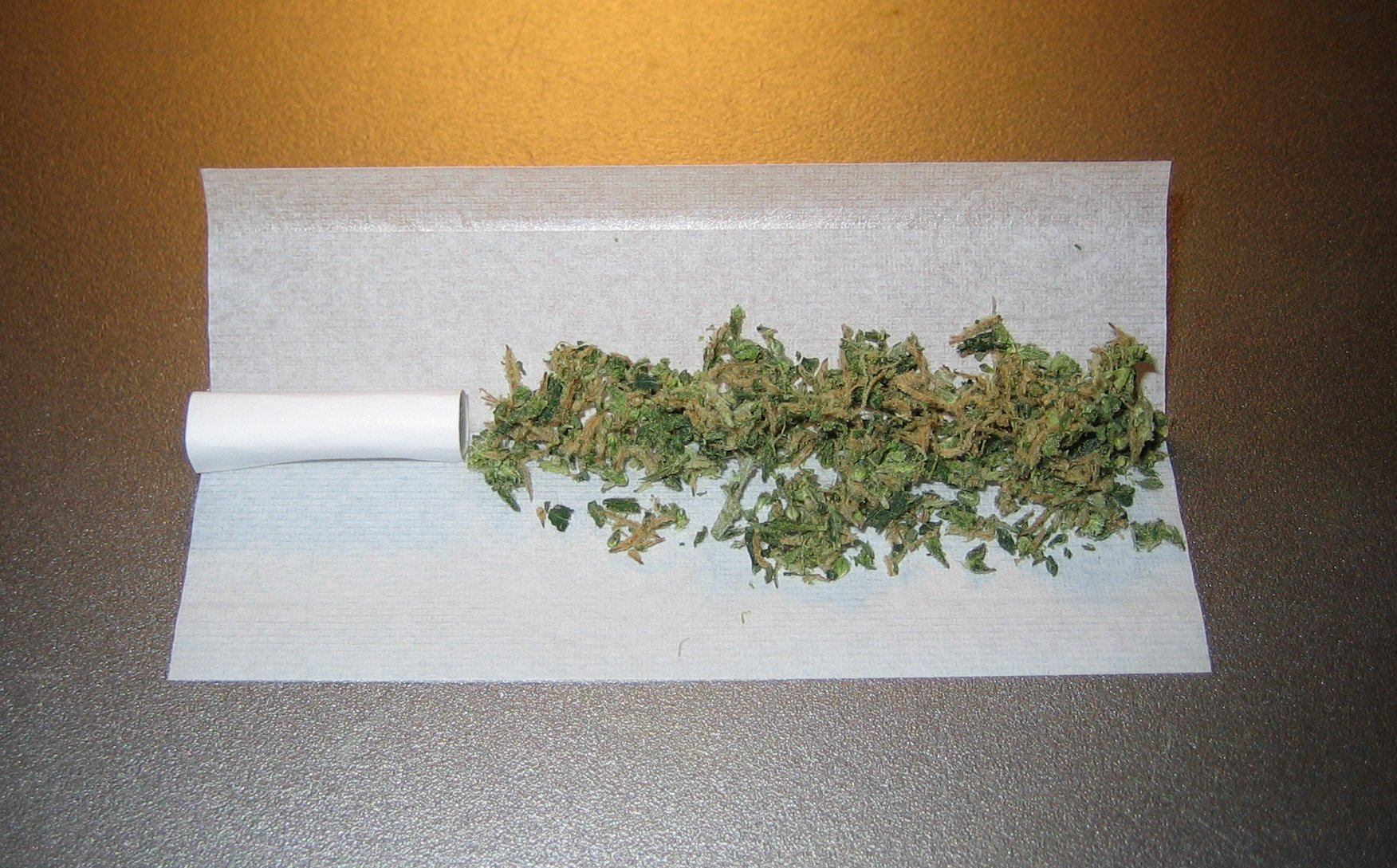
Nesmotaný papírek s filtrem

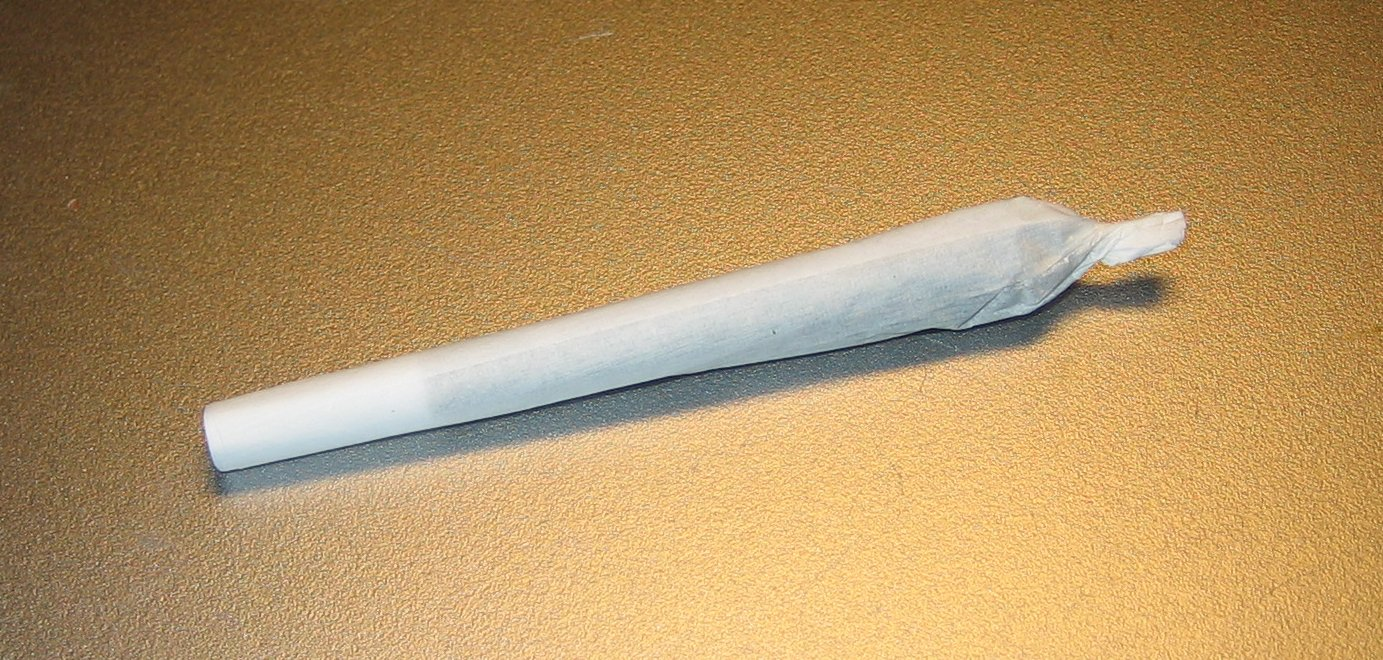
Smotaná cigareta marihuany (také joint)

Papírek, či častěji používaný množný tvar papírky či cigaretové papírky, je kuřácká potřeba, která se používá pro balení kuřiva do tvaru cigarety. Jedná se nejčastěji o tenký papírový list ve tvaru obdélníku, který může být na jedné straně opatřen malým lepicím pruhem. Papírky se dělí dle délky na krátké (70 mm) a dlouhé (110 mm). Jsou využívány jak kuřáky tabákových cigaret, kteří preferují kratší papírky, tak i kuřáky marihuany, kteří preferují papírky dlouhé.
Existuje celá řada metod, jak jsou papírky během balení používány. Někteří lidé balí se samolepicí částí nahoře, jiní vespod atd. Záleží vždy na zručnosti a chuti baliče. Do jedné části se někdy vkládá filtr či stočený tvrdý papír, který má stejnou funkci. V současné době se začínají objevovat i papírky, které se skládají jen z celulózy a jsou zcela průhledné.